# Državna cesta D219
D219 je državna cesta u Hrvatskoj. Ukupna duljina iznosi 31,7 km.